# (5094) Seryozha
(5094) Seryozha (1982 UT6) – planetoida z pasa głównego asteroid okrążająca Słońce w ciągu 4,79 lat w średniej odległości 2,84 j.a. Odkryta 20 października 1982 roku.